# 蓬蓬河

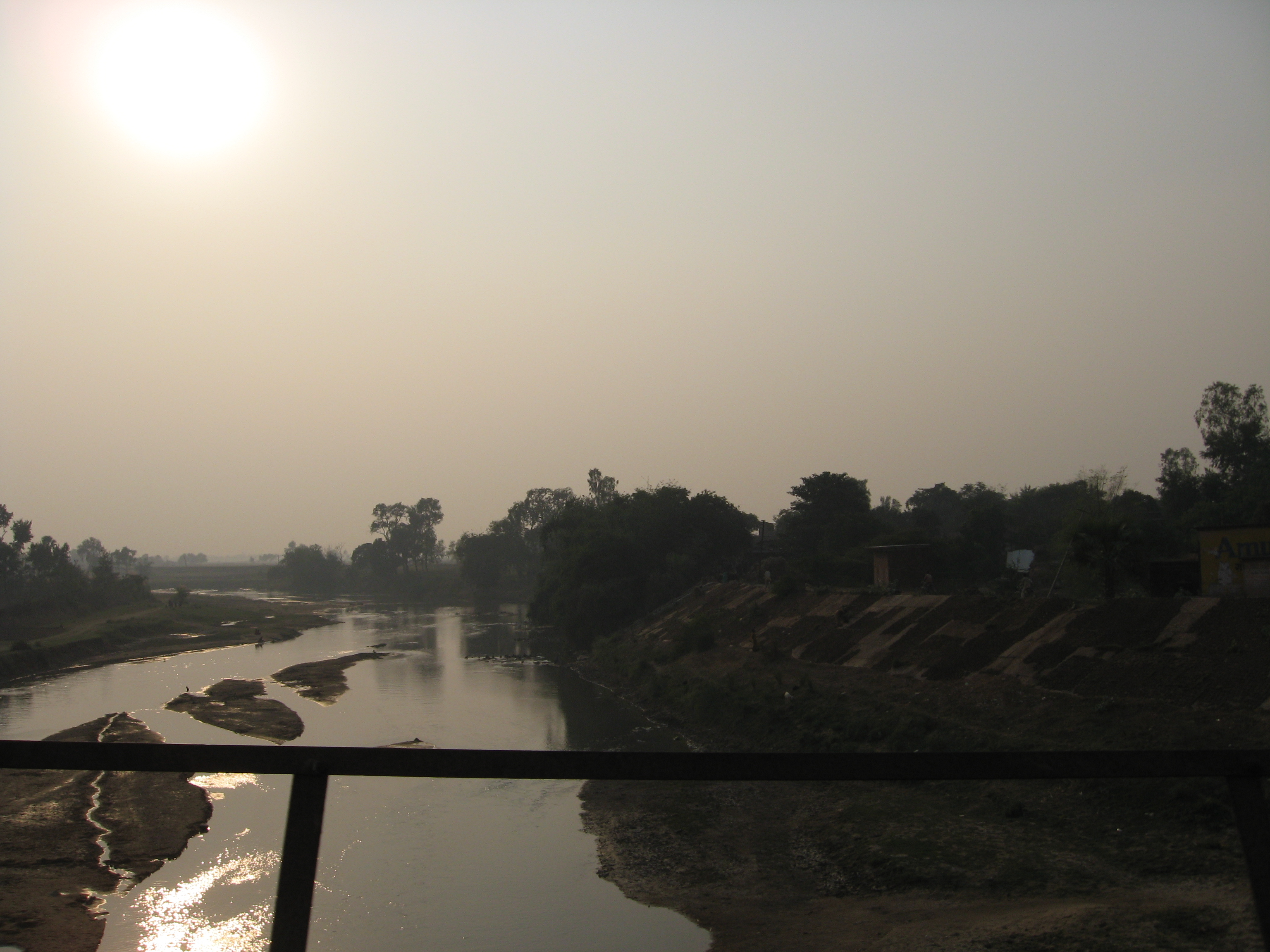

蓬蓬河是印度的河流，發源自賈坎德邦的帕拉木縣，流經比哈爾邦，河道全長200公里，流域面積8,530平方公里，每年平均降雨量1,181毫米。